# Carsta Genäuß
Carsta Genäuß (Dresda, 30 novembre 1959) è un'ex canoista tedesca.

## Palmarès

### Olimpiadi
- 1 medaglia:
  - 1 oro (Mosca 1980 nel K2 500 metri)

### Mondiali
- 7 medaglie:
  - 7 ori (Belgrado 1978 nel K4 500 metri; Nottingham 1981 nel K2 500 metri; Nottingham 1981 nel K4 500 metri; Tampere 1983 nel K2 500 metri; Tampere 1983 nel K4 500 metri; Mechelen 1985 nel K2 500 metri; Mechelen 1985 nel K4 500 metri)